# Abluzione

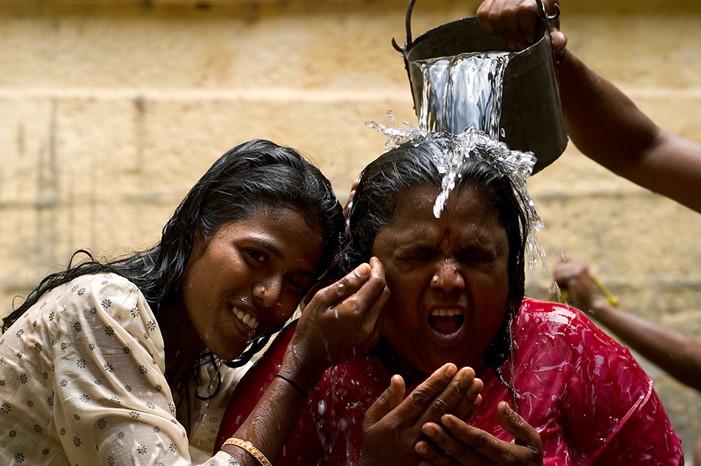
Abluzione induista ad Alagarkoil, vicino a Madurai (Tamil Nadu, India).

Lʼabluzione è un lavaggio rituale a scopo di purificazione spirituale; variante da cultura a cultura, può essere parziale o totale (per es. quale lavaggio delle mani o bagno completo).

## Caratteristiche
Questo atto sacrificale compiuto nei riti di passaggio, è al contempo un gesto propiziatorio verso un solo Dio o più divinità (per accattivarsi i loro favori); può essere fatto prima di un sacrificio o un'offerta (nella religione romana), oppure prima della preghiera (nell'Islam). Oltre a ritrovare l'abluzione in tutti i culti orientali, la legge di Mosè la prescriveva agli Ebrei, e in modo simile erano ordinate anche presso i Greci e i Romani. Infine, rientrano nel genere delle abluzioni pure alcune cerimonie quali il mikve ebraico, il battesimo cristiano e l'aspersione (nei riti di varie religioni).

## L'abluzione nell'Islam

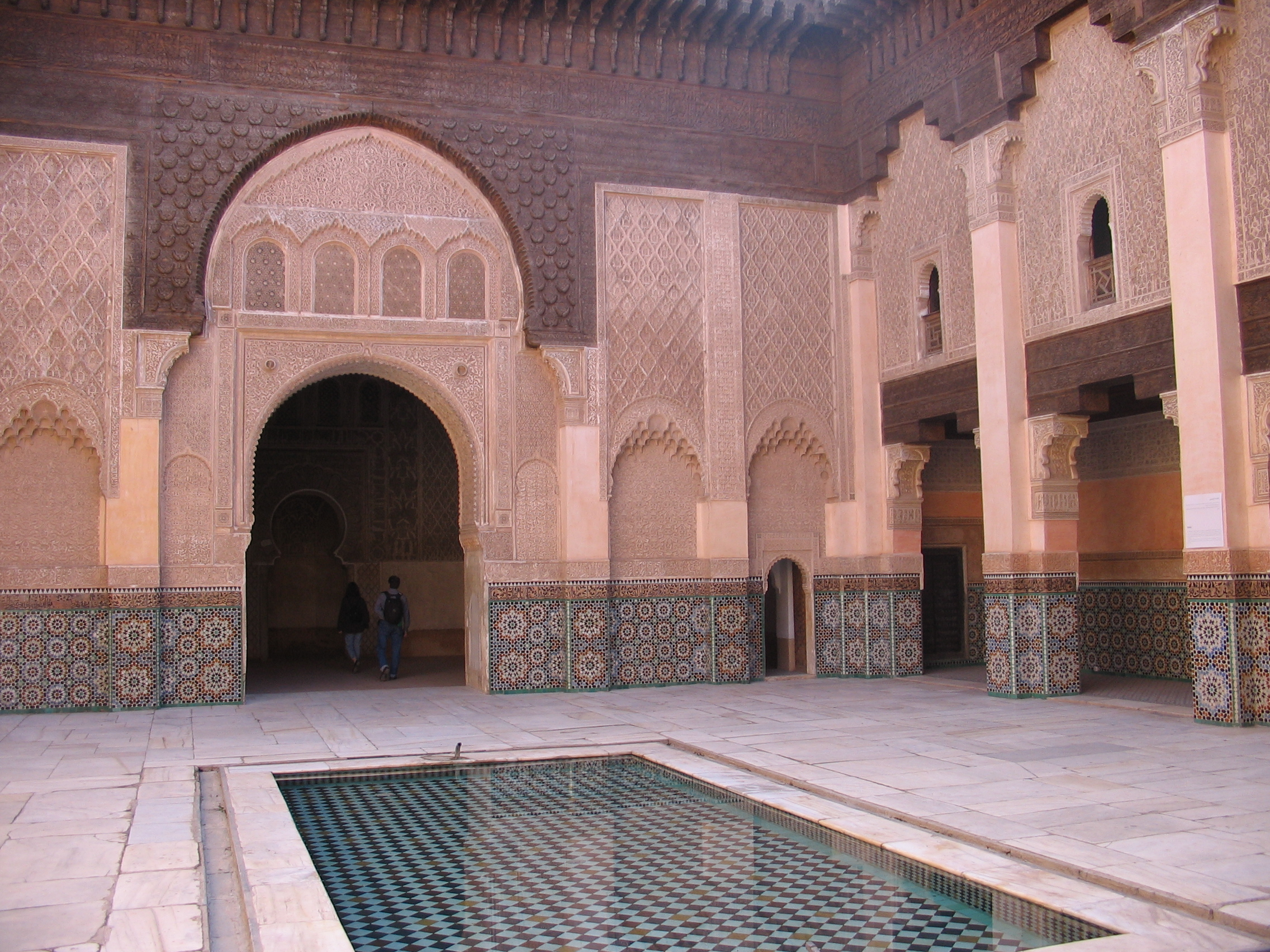
la Vasca delle Abluzioni nella preziosa Madrasa di Ben Youssef a Marrakech.

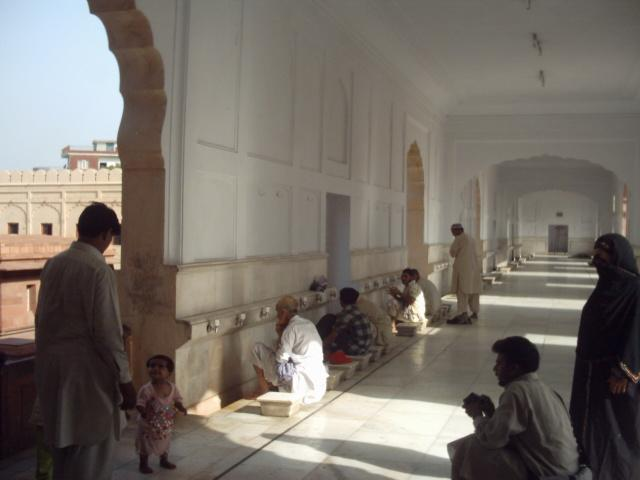
La gente si lava prima della preghiera a Badshahi Masjid, Lahore, Pakistan.

Le abluzioni oggi vengono praticate spesso dai musulmani, si dividono in abluzione minore e abluzione maggiore.
La purificazione rituale nell'Islam è particolarmente incentrata sulla preparazione del rituale della preghiera; la purificazione rituale teoricamente resterebbe valida per tutta la giornata, ma diventa necessaria ogni qualvolta si verificano determinati atti: il sonno, il contatto con il sesso opposto (a seconda della scuola di pensiero), la perdita di coscienza, la perdita di sangue, sperma, il vomito oppure le emissioni corporee di gas.
La purificazione rituale prende la forma dell'abluzione, in una forma minore (wuḍūʾ), e forma maggiore (ghusl), a seconda della circostanza. L'abluzione maggiore, che comprende l'immersione totale del corpo, è obbligatoria per le donne dopo le mestruazioni, per i cadaveri (non morti durante una battaglia), e dopo l'attività sessuale, e opzionalmente è praticata in altre occasioni, ad esempio, appena prima della preghiera del venerdì.
Un'alternativa è la cosiddetta "abluzione a secco" (tayammum), in cui si utilizza sabbia pulita o terra se non è disponibile acqua pulita o se si è feriti o si soffre di un infortunio per il quale non è consigliato l'utilizzo di acqua. L'azione deve essere ripetuta prima di ogni preghiera obbligatoria.
La forma minore (wudu) può essere praticata prima dell'inizio del ghusl per garantire l'effettivo lavaggio di tutto il corpo e comprende l'igiene orale, lo spazzolamento dei denti, il lavaggio del naso , della bocca, delle braccia fino ai gomiti e delle orecchie. Nella forma minore il fedele deve seguire quanto prescritto dal Corano:
Alcuni dettagli minori di purificazione rituale islamica possono variare tra le diverse scuole di pensiero, nonché tra le diverse sette islamiche.

## L'abluzione nell'Induismo
Nella tradizione induista, le abluzioni rivestono un ruolo importante sia nella pratica quotidiana (i brāhmaṇa, in particolare, si purificano ogni mattina) che nel corso di cerimonie pubbliche o in seguito a contaminazioni. Un ruolo importante nei rituali di purificazione è rivestito dal bagno in immersione in fiumi o laghi sacri, quali il fiume Gange. Proprio alla confluenza del Gange con lo Yamuna, ad Allahabad, ogni 12 anni ha luogo la festa religiosa più grande del mondo, la Kumbha Mela, in cui milioni di persone partecipano a un'abluzione pubblica.
La purificazione rituale include l'Achamana, un rituale in cui le abluzioni sono accompagnate da specifici mantra e seguite dall'applicazione del tilaka.
Nel rituale abhisheka, le murti dei Deva vengono purificate con acqua, miele, ghee, ecc.

## L'abluzione nella Chiesa cattolica
Nella Chiesa cattolica sono previsti tre tipi di purificazione corporale o abluzione: prima della messa, all'offertorio e dopo l'atto della comunione durante il quale si purifica prima il calice con il vino e in seguito le dita con il vino e con acqua. Nel cristianesimo, sia il battesimo che la lavanda dei piedi possono essere considerate forme di abluzione. Tra gli antichi cristiani, il battesimo veniva fatto per immersione alla vigilia della Pasqua.

## Curiosità
In relazione all'attitudine di parte del genere umano di attribuire "quei casi disgraziati che colpiscono una comunità" (carestie, epidemie etc) alle "offese al costume", così argomenta Friedrich Nietzsche: "Questo tipo di sospetto e di riflessione evita proprio la via dell'indagare le vere cause naturali, presupponendo la causa demoniaca. Questa è una fonte dell'ereditaria assurdità dell'umano intelletto: e l'altra fonte vi sgorga accanto, allorché si è concesso... alle vere conseguenze naturali di un'azione un'attenzione assai più esigua di quella prestata alle conseguenze soprannaturali... Sono prescritte, per esempio, determinate abluzioni in tempi determinati: ci si bagna, non per divenire puliti, ma perché è stato prescritto... si sospetta che questo lavarsi via la sporcizia debba avere una ben più grande importanza, vi si mette dentro un secondo o un terzo significato, ci si guasta il senso e il piacere del reale e si finisce per ritenerlo ancora pieno di valore, soltanto in quanto può essere un simbolo. Così l'uomo in balia dell'eticita' del costume disprezza... le cause... le conseguenze... la realtà".